# Хавијер Милеј
Хавијер Херардо Милеј (шп. Javier Gerardo Milei; Буенос Ајрес, 22. октобар 1970) аргентински је политичар, економиста, књижевник и тренутни председник Аргентине од 2023. године. Пре него што је ушао у политику, стекао је углед као економиста, аутор више књига о економији и политици, као и због своје изразите политичке филозофије. Такође је радио као универзитетски професор, где предавао је предавао предмете макроекономије, привредног раста, микроекономије и математике.
Познат је по свом атипичном карактеру за политичара, препознатљивом личном стилу и снажном медијском присуству. Политички је описан као десничарски либертаријанац, популиста и ултралибералац, док је он сам за себе рекао да је либерални либертаријанац, посебно усклађујући се са минархистичким и анархокапиталистичким принципима. Предложио је укидање Централне банке Аргентине, што би довело до дефакто доларизоване економије и свеобухватне ревизије фискалне и структурне политике земље. Подржава слободу избора о темама као што су дрога, оружје, проституција, истополни бракови, сексуалне преференције и родни идентитет, а противи се побачају, еутаназији и имиграцији криминалаца.
Са мајчине стране је хрватског порекла.